# Польська Екстраліга з хокею 2007—2008
Чемпіонат Польщі з хокею 2008 — 73-ий чемпіонат Польщі з хокею, чемпіоном став клуб Краковія Краків.

## Попередній раунд
| М   | Команда               | І  | В  | ВО | ПО | П  | Ш       | О  |
| --- | --------------------- | -- | -- | -- | -- | -- | ------- | -- |
| 1.  | Краковія Краків       | 36 | 23 | 4  | 4  | 5  | 144:79  | 81 |
| 2.  | ГКС Тихи              | 36 | 23 | 3  | 1  | 9  | 131:80  | 76 |
| 3.  | Заглембє Сосновець    | 36 | 21 | 2  | 2  | 11 | 133:102 | 69 |
| 4.  | Сточньовець (Гданськ) | 36 | 18 | 3  | 6  | 9  | 130:109 | 66 |
| 5.  | Подгале (Новий Тарг)  | 36 | 16 | 4  | 2  | 14 | 150:119 | 58 |
| 6.  | Напшуд Янув           | 36 | 15 | 3  | 3  | 15 | 118:127 | 54 |
| 7.  | ТКХ «Торунь»          | 36 | 15 | 2  | 4  | 15 | 124:118 | 53 |
| 8.  | КХ Сянок              | 36 | 12 | 4  | 3  | 18 | 115:128 | 45 |
| 9.  | Полонія Битом         | 36 | 6  | 4  | 3  | 23 | 98:138  | 29 |
| 10. | Унія (Освенцім)       | 36 | 1  | 2  | 2  | 31 | 74:217  | 9  |

Скорочення: М = підсумкове місце, І = ігри, В = перемоги, ВО = перемоги в овертаймі, ПО = поразки в овертаймі, П = поразки, Ш = закинуті та пропущені шайби, О = набрані очки

## Фінальний раунд
| М  | Команда               | І  | В  | ВО | ПО | П  | Ш       | О  |
| -- | --------------------- | -- | -- | -- | -- | -- | ------- | -- |
| 1. | ГКС Тихи              | 46 | 29 | 6  | 2  | 11 | 171:107 | 97 |
| 2. | Краковія Краків       | 46 | 28 | 4  | 5  | 9  | 184:110 | 96 |
| 3. | Заглембє Сосновець    | 46 | 27 | 2  | 3  | 14 | 166:130 | 88 |
| 4. | Сточньовець (Гданськ) | 46 | 23 | 3  | 6  | 14 | 162:145 | 82 |
| 5. | Подгале (Новий Тарг)  | 46 | 19 | 5  | 2  | 20 | 183:154 | 69 |
| 6. | Напшуд Янув           | 46 | 17 | 4  | 3  | 22 | 147:177 | 62 |

Скорочення: М = підсумкове місце, І = ігри, В = перемоги, ВО = перемоги в овертаймі, ПО = поразки в овертаймі, П = поразки, Ш = закинуті та пропущені шайби, О = набрані очки

## Кваліфікація
| М   | Команда         | І  | В  | ВО | ПО | П  | Ш       | О  |
| --- | --------------- | -- | -- | -- | -- | -- | ------- | -- |
| 7.  | ТКХ «Торунь»    | 42 | 19 | 2  | 4  | 17 | 145:138 | 65 |
| 8.  | КХ Сянок        | 42 | 15 | 5  | 3  | 20 | 145:149 | 56 |
| 9.  | Полонія Битом   | 42 | 9  | 4  | 3  | 26 | 117:156 | 38 |
| 10. | Унія (Освенцім) | 42 | 2  | 2  | 3  | 35 | 90:244  | 13 |

Скорочення: М = підсумкове місце, І = ігри, В = перемоги, ВО = перемоги в овертаймі, ПО = поразки в овертаймі, П = поразки, Ш = закинуті та пропущені шайби, О = набрані очки

## Плей-оф

### Чвертьфінали

#### ГКС Тихи — КХ Сянок 3:0
| 15 лютого 2008 |

| ГКС Тихи                                           | 3:2 ОТ               | КХ Сянок                              |
| -------------------------------------------------- | -------------------- | ------------------------------------- |
| Якубік — 30:33 Пажишек — 36:59 Шмельовські — 64:41 | (0:1, 2:0, 0:1, 1:0) | 08:18 — Костецький 46:16 — Радванські |

| Зимовий стадіон Глядачів: 1200 |

| 16 лютого 2008 |

| ГКС Тихи                                                      | 4:0             | КХ Сянок |
| ------------------------------------------------------------- | --------------- | -------- |
| Волкович — 05:41 Сарник — 08:47 Пажишек — 30:23 Басул — 57:35 | (2:0, 1:0, 1:0) |          |

| Зимовий стадіон Глядачів: 1500 |

| 19 лютого 2008 |

| КХ Сянок | 0:6             | ГКС Тихи                                                                                      |
| -------- | --------------- | --------------------------------------------------------------------------------------------- |
|          | (0:3, 0:2, 0:1) | 06:09 — Якеш 06:41 — Якубік 07:09 — Пажишек 24:42 — Возьніца 36:19 — Волкович 44:30 — Пажишек |

| Арена Сянок Глядачів: 2500 |

#### Краковія Краків — ТКХ «Торунь» 3:1
| 15 лютого 2008 |

| Краковія Краків                     | 2:0             | ТКХ «Торунь» |
| ----------------------------------- | --------------- | ------------ |
| Слабонь — 28:43 Д. Ляшкевич — 59:44 | (0:0, 1:0, 1:0) |              |

| Штучна ковзанка імені Адама Ковалевського Глядачів: 1000 |

| 16 лютого 2008 |

| Краковія Краків               | 3:2 Б                     | ТКХ «Торунь»                      |
| ----------------------------- | ------------------------- | --------------------------------- |
| Мігалик — 11:42 Пасют — 50:52 | (1:0, 0:2, 1:0, 0:0, 1:0) | 25:20 — Бомастек 34:43 — Бомастек |

| Штучна ковзанка імені Адама Ковалевського Глядачів: 1000 |

| 19 лютого 2008 |

| ТКХ «Торунь»                                      | 3:1             | Краковія Краків     |
| ------------------------------------------------- | --------------- | ------------------- |
| Бомастек — 10:52 Бомастек — 45:52 Мравець — 55:15 | (1:1, 0:0, 2:0) | 13:15 — Д. Ляшкевич |

| Тор-Тор Глядачів: 2000 |

| 20 лютого 2008 |

| ТКХ «Торунь»                       | 2:5             | Краковія Краків                                                                   |
| ---------------------------------- | --------------- | --------------------------------------------------------------------------------- |
| Кубат — 03:20 Ястрембський — 54:11 | (1:0, 0:3, 1:2) | 21:09 — Джевєцький 29:05 — Мігалик 34:51 — Мігалик 41:41 — Верчик 43:23 — Слабонь |

| Тор-Тор Глядачів: 2500 |

#### Заглембє Сосновець — Напшуд Янув 3:1
| 15 лютого 2008 |

| Заглембє Сосновець | 1:2             | Напшуд Янув       |
| ------------------ | --------------- | ----------------- |
| Лука — 07:25       | (1:0, 0:2, 0:0) | 22:58 — Ельжбецік |

| Зимовий стадіон Глядачів: 2500 |

| 16 лютого 2008 |

| Заглембє Сосновець                                                          | 5:3             | Напшуд Янув                                     |
| --------------------------------------------------------------------------- | --------------- | ----------------------------------------------- |
| Яроз — 06:58 Козловський — 08:44 Яроз — 25:00 Захаріаш — 45:58 Яроз — 59:42 | (2:1, 1:1, 2:1) | 10:45 — Похл 26:09 — Войторович 43:22 — Стахура |

| Зимовий стадіон Глядачів: 1700 |

| 19 лютого 2008 |

| Напшуд Янув                | 2:5             | Заглембє Сосновець                                                     |
| -------------------------- | --------------- | ---------------------------------------------------------------------- |
| Галло — 17:38 Похл — 19:11 | (2:2, 0:3, 0:0) | 01:33 — Яроз 10:17 — Бернат 22:31 — Лабрига 28:22 — Горни 39:15 — Яроз |

| Янтор Глядачів: 1000 |

| 20 лютого 2008 |

| Напшуд Янув               | 2:4             | Заглембє Сосновець                                                 |
| ------------------------- | --------------- | ------------------------------------------------------------------ |
| Груг — 08:19 Груг — 42:58 | (1:2, 0:1, 1:1) | 01:18 — Козловський 08:34 — Т. Да Коста 34:30 — Лука 40:27 — Горни |

| Янтор Глядачів: 1100 |

#### Сточньовець (Гданськ) — Подгале (Новий Тарг) 2:3
| 15 лютого 2008 |

| Сточньовець (Гданськ)                                               | 4:3             | Подгале (Новий Тарг)                      |
| ------------------------------------------------------------------- | --------------- | ----------------------------------------- |
| Урбанович — 09:12 Фуро — 23:57 Янковський — 29:42 Лопуський — 34:34 | (1:2, 3:0, 0:1) | 01:35 — Суур 16:45 — Качир 52:44 — Запала |

| Олівія Глядачів: 4000 |

| 16 лютого 2008 |

| Сточньовець (Гданськ)                                                           | 5:4 ОТ               | Подгале (Новий Тарг)                                       |
| ------------------------------------------------------------------------------- | -------------------- | ---------------------------------------------------------- |
| Бігос — 03:30 Янковський — 46:57 Янковський — 48:47 Вітек — 51:58 Вітек — 62:44 | (1:1, 0:2, 3:1, 1:0) | 09:20 — Срока 26:26 — Возник 37:45 — Вільчек 52:16 — Срока |

| Олівія Глядачів: 3500 |

| 19 лютого 2008 |

| Подгале (Новий Тарг) | 9:1             | Сточньовець (Гданськ) |
| --- | --------------- | --------------------- |
| Бієла — 04:19 Розанські — 10:59 Бараник — 11:28 Розанські — 13:32 Розанські — 18:40 Бараник — 21:11 Возник — 23:38 Подліпні — 45:05 Суур — 50:20 | (5:0, 2:0, 2:1) | 47:04 — Шкутчан       |

| Міський льодовий палац Глядачів: 3500 |

| 20 лютого 2008 |

| Подгале (Новий Тарг)          | 2:0             | Сточньовець (Гданськ) |
| ----------------------------- | --------------- | --------------------- |
| Возник — 10:46 Запала — 40:22 | (1:0, 0:0, 1:0) |                       |

| Міський льодовий палац Глядачів: 3000 |

| 22 лютого 2008 |

| Сточньовець (Гданськ) | 1:9             | Подгале (Новий Тарг) |
| --------------------- | --------------- | --- |
| Лопуський — 15:53     | (1:4, 0:2, 0:3) | 01:03 — Бараник 12:56 — Запала 13:41 — Запала 17:25 — Качир 26:34 — Подліпні 37:24 — Бієла 48:59 — Бієла 51:18 — Малясінський 52:05 — Сулка |

| Олівія Глядачів: 4000 |

### Півфінали

#### ГКС Тихи — Подгале (Новий Тарг) 4:2
| 27 лютого 2008 |

| ГКС Тихи                                                        | 4:5             | Подгале (Новий Тарг)                                                        |
| --------------------------------------------------------------- | --------------- | --------------------------------------------------------------------------- |
| Гарбоч — 00:40 Волкович — 06:35 Гвіждж — 51:11 Волкович — 58:30 | (2:1, 0:0, 2:4) | 13:32 — Бараник 44:47 — Бараник 46:14 — Качир 46:43 — Бараник 52:03 — Качир |

| Зимовий стадіон Глядачів: 1500 |

| 28 лютого 2008 |

| ГКС Тихи                                           | 3:2             | Подгале (Новий Тарг)        |
| -------------------------------------------------- | --------------- | --------------------------- |
| Гарбоч — 06:52 Пажишек — 33:10 Шмельовські — 59:22 | (1:0, 1:0, 1:2) | 48:13 — Запала 50:59 — Суур |

| Зимовий стадіон Глядачів: 1300 |

| 2 березня 2008 |

| Подгале (Новий Тарг)                                                  | 4:2             | ГКС Тихи                     |
| --------------------------------------------------------------------- | --------------- | ---------------------------- |
| Срока — 04:46 Розанські — 29:47 Подліпні — 34:58 Малясінський — 39:22 | (1:0, 3:0, 0:1) | 32:40 — Гвіждж 51:08 — Крзак |

| Міський льодовий палац Глядачів: 4000 |

| 3 березня 2008 |

| Подгале (Новий Тарг) | 1:5             | ГКС Тихи                                                                        |
| -------------------- | --------------- | ------------------------------------------------------------------------------- |
| Бараник — 06:58      | (1:2, 0:2, 0:1) | 04:12 — Крзак 17:02 — Пажишек 23:12 — Прошкевич 25:15 — Крзак 47:24 — Прошкевич |

| Міський льодовий палац Глядачів: 3500 |

| 5 березня 2008 |

| ГКС Тихи                                   | 3:2             | Подгале (Новий Тарг)          |
| ------------------------------------------ | --------------- | ----------------------------- |
| Якеш — 05:01 Сарник — 15:06 Сарник — 32:06 | (2:1, 1:0, 0:1) | 14:25 — Запала 56:39 — Запала |

| Зимовий стадіон Глядачів: 1500 |

| 7 березня 2008 |

| Подгале (Новий Тарг)                         | 3:6             | ГКС Тихи                                                                                      |
| -------------------------------------------- | --------------- | --------------------------------------------------------------------------------------------- |
| Бараник — 24:02 Качир — 51:43 Запала — 56:22 | (0:1, 1:3, 2:2) | 14:11 — Крзак 23:03 — Волкович 28:07 — Сарник 31:54 — Сарник 45:57 — Маяковські 50:01 — Крзак |

| Міський льодовий палац Глядачів: 2500 |

#### Краковія Краків — Заглембє Сосновець 4:1
| 27 лютого 2008 |

| Краковія Краків                              | 3:1             | Заглембє Сосновець |
| -------------------------------------------- | --------------- | ------------------ |
| Ляшкевич — 29:31 Слабонь — 46:54 Куц — 50:17 | (0:1, 1:0, 2:0) | 04:13 — Лука       |

| Штучна ковзанка імені Адама Ковалевського Глядачів: 1000 |

| 28 лютого 2008 |

| Краковія Краків                                                                                                | 7:0             | Заглембє Сосновець |
| --- | --------------- | ------------------ |
| Джевєцький — 01:22 Хлоуч — 15:56 Куц — 40:16 Буржил — 40:33 Слабонь — 42:34 Д. Ляшкевич — 49:45 Буржил — 52:54 | (2:0, 2:0, 3:0) |                    |

| Штучна ковзанка імені Адама Ковалевського Глядачів: 1000 |

| 2 березня 2008 |

| Заглембє Сосновець                             | 3:5             | Краковія Краків                                                                            |
| ---------------------------------------------- | --------------- | ------------------------------------------------------------------------------------------ |
| Козловський — 27:30 Лука — 32:04 Голик — 38:25 | (0:3, 3:1, 0:1) | 01:49 — Верчик 03:36 — Д. Ляшкевич 17:42 — Л. Ляшкевич 39:14 — Новорита 44:24 — Джевєцький |

| Зимовий стадіон Глядачів: 1500 |

| 3 березня 2008 |

| Заглембє Сосновець                              | 3:2 ОТ               | Краковія Краків                    |
| ----------------------------------------------- | -------------------- | ---------------------------------- |
| Беліца — 33:11 Яроз — 59:37 Т. Да Коста — 59:37 | (0:1, 1:1, 1:0, 1:0) | 08:52 — Верчик 38:39 — Д. Ляшкевич |

| Зимовий стадіон Глядачів: 800 |

| 5 березня 2008 |

| Краковія Краків                                  | 3:0             | Заглембє Сосновець |
| ------------------------------------------------ | --------------- | ------------------ |
| Л. Ляшкевич — 13:21 Буржил — 14:29 Пасют — 53:49 | (2:0, 0:0, 1:0) |                    |

| Штучна ковзанка імені Адама Ковалевського Глядачів: 1000 |

### Фінал

#### ГКС Тихи — Краковія Краків 2:4
| 14 березня 2008 |

| ГКС Тихи      | 1:5             | Краковія Краків                                                              |
| ------------- | --------------- | ---------------------------------------------------------------------------- |
| Крзак — 18:23 | (1:1, 0:2, 0:2) | 03:07 — Бадзьо 23:10 — Слабонь 28:39 — Бадзьо 49:17 — Мігалик 52:32 — Бадзьо |

| Зимовий стадіон Глядачів: 1300 |

| 15 березня 2008 |

| ГКС Тихи                    | 2:1             | Краковія Краків |
| --------------------------- | --------------- | --------------- |
| Крзак — 29:39 Басул — 45:57 | (0:0, 1:0, 1:1) | 51:55 — Слабонь |

| Зимовий стадіон Глядачів: 1300 |

| 18 березня 2008 |

| Краковія Краків                                    | 3:2             | ГКС Тихи                       |
| -------------------------------------------------- | --------------- | ------------------------------ |
| Д. Ляшкевич — 13:51 Новорита — 26:16 Пасют — 54:40 | (1:0, 1:1, 1:1) | 22:42 — Волкович 47:27 — Крзак |

| Штучна ковзанка імені Адама Ковалевського Глядачів: 3000 |

| 19 березня 2008 |

| Краковія Краків | 1:2 ОТ               | ГКС Тихи                      |
| --------------- | -------------------- | ----------------------------- |
| Слабонь — 52:15 | (0:1, 0:0, 1:0, 0:1) | 07:30 — Басул 63:53 — Пажишек |

| Штучна ковзанка імені Адама Ковалевського Глядачів: 3000 |

| 21 березня 2008 |

| ГКС Тихи                           | 2:3 Б                     | Краковія Краків                |
| ---------------------------------- | ------------------------- | ------------------------------ |
| Багінський — 18:48 Пажишек — 27:53 | (1:0, 1:2, 0:0, 0:0, 0:1) | 22:03 — Бадзьо 33:56 — Слабонь |

| Зимовий стадіон Глядачів: 1300 |

| 24 березня 2008 |

| Краковія Краків             | 2:0             | ГКС Тихи |
| --------------------------- | --------------- | -------- |
| Клис — 27:28 Буржил — 58:36 | (0:0, 1:0, 1:0) |          |

| Штучна ковзанка імені Адама Ковалевського Глядачів: 3000 |

### Матчі за 3 місце
- Заглембє Сосновець — Подгале (Новий Тарг) 1:3 (2:5, 3:4 ОТ, 1:0 Б, 2:10)

### Матчі за 9-10 місця
- Полонія Битом — Унія (Освенцім) 4:3 (7:1, 4:5 Б, 5:2, 5:1, 3:4, 2:4, 3:2)

## Фінал (І Ліга)
- ГКС (Ястшембе) — ГКС Катовіце 3:0 (7:1, 5:3, 4:3 Б)